# بين هورنر
بين هورنر (بالإنجليزية: Ben Horner)‏ هو لاعب كرة قدم أمريكي في مركز الوسط، ولد في 10 أبريل 1989 في بتلر في الولايات المتحدة. لعب مع بيتسبورغ ريفرهوندز.